# Dresdener Fayencemanufaktur
Die Dresdener Fayencemanufaktur oder Fayencefabrik zu Dresden bestand zwischen 1708 und 1784.

## Geschichte
August der Starke verkündete in einer Verordnung vom 4. Juni 1708, „bei hiesiger Residenzstadt Dresden eine Bäckerei von holländischen sowohl Platten als runden Steinen und Gefäßen etablieren zu lassen“. Die „Manufakturen des sogenannten Delfter oder holländischen Porzellan“ habe Johann Friedrich Böttger gleich nach Abzug der Schweden auf Veranlassung des Herrn von Tschirnhaus angefangen. Die Vorbereitungen begannen im Februar 1708, als er nach Meistern des Fachs suchte. Nach ersten Rückschlägen fand er den Dreher Peter Eggebrecht und warb ihn von der Fayencefabrik des Cornelius Funcke in Berlin ab. Die Dresdener Manufaktur erhielt zuerst den Namen „Stein- und Rundbäckerei“.
Die holländischen Meister wurden 1710 entlassen, da die Qualität der gefertigten 20.000 Fliesen nicht ausreichend war. Die Fayencemanufaktur befand sich zu dieser Zeit im „Böhmischen Haus“ in der Dresdener Neustadt. Nach Streitigkeiten mit dem Besitzer des Hauses im Jahre 1712, wurde sie hinter das heutige Kügelgenhaus in der Hauptstraße 13 verlegt.
Die Manufaktur wurde ab 1712 an Peter Eggebrecht verpachtet, der sie dann 1718 für symbolische 50 Taler kaufte. Da August der Starke ein Liebhaber des chinesischen Porzellans war, ließ er sich von Eggebrecht ähnliche Vasen herstellen, die sich heute in der Dresdener Porzellansammlung befinden. Zudem wurde die Dresdener Hofapotheke mit Fayencegeschirren ausgestattet. Nach Eggebrechts Tod im Jahre 1738 übernahm seine Witwe Anna Elisabeth geb. Horn die Geschäfte. 1756 erneuerte die Tochter Charlotte Eleonore Eggebrecht zusammen mit ihrem Ehemann, Carl Anton Le Loy, dem hochgräflich Brühlischen Mundkoch, die Konzession zur Fayenceherstellung. 1768 kaufte Christine Sophie Hörisch die Fabrik. Sie war mit dem Handelsmann Carl Gottfried Hörisch verheiratet. Die Familie Hörisch stellte Geschirre, Terrinen, Maßkrüge und Teller einfachster Art her. Zwar hatten manche Stücke eine bessere Bemalung mit kräftigen leuchtenden Farben, den sogenannten Scharffeuerfarben, aber die Konkurrenz hatte bereits eine viel höhere Leistungsfähigkeit. 1782 wurde die Fabrik noch vom Sohn Carl Gottlieb Hörisch übernommen, musste aber bereits zwei Jahre später die Produktion einstellen.